# Semicassis adcocki
Semicassis adcocki is een slakkensoort uit de familie van de Cassidae. De wetenschappelijke naam van de soort is voor het eerst geldig gepubliceerd in 1896 door Sowerby III.